# Pterandrophysalis
Pterandrophysalis is een geslacht van vliesvleugeligen uit de familie Trichogrammatidae. De wetenschappelijke naam van dit geslacht is voor het eerst geldig gepubliceerd in 1935 door Nowicki.

## Soorten
Het geslacht Pterandrophysalis is monotypisch en omvat slechts de volgende soort:
- Pterandrophysalis levantina Nowicki, 1935